# متلازمة بقايا المبيض
متلازمة بقايا المبيض  هي حالة تحدث عند ترك أنسجة المبيض بعد عملية استئصال المبيض مما يؤدي إلى حدوث كتل في منطقة الحوض وألم في منطقة الحوض وفي بعض الحالات عسر الجماع. نسبة حدوث المتلازمة هو 1.8% في إناث الكلاب المعقمة.

## سريريا
في الإناث يتم تشخيص المرض عند حدوث ألم مستمر أو متكرر في البطن. قد تحدث أيضا مشاكل في الجهاز البولي وضعف وحمى وغثيان ونزف مهبلي.

## التشخيص
يمكن مشاهدة الأنسجة المتبقية عن طريق الموجات فوق الصوتية أو عن طريق التصوير بالرنين المغناطيسي عادة بعد أخد كلوميفين لمدة عشر أيام قبل المسح الرنيني.
يمكن أيضا إجراء اختبارات معملية حيث يتم كشف ارتفاع مستوى هرمون الإستروجين وهرمون البروجسترون في الدم عن الطبيعي.

## العلاج
علاج المتلازمة هو إزالة الأنسجة المتبقية جراحيا.
يجب إجراء العملية في القطط والكلاب في مرحلة النشاط الهرموني لأن أنسجة المبيض يكون من الأسهل العثور عليها في هذه المرحلة بسبب الحويصلات المبيضية.

## روابط خارجية
- Ovarian remnant syndrome